# Cantone di Mamers
Il Cantone di Mamers è una divisione amministrativa dell'arrondissement di Mamers.
A seguito della riforma complessiva dei cantoni del 2014 è passato da 18 a 46 comuni.

## Composizione
Prima della riforma del 2014 comprendeva i comuni di:
- Commerveil
- Contilly
- Louvigny
- Mamers
- Marollette
- Les Mées
- Panon
- Pizieux
- Saint-Calez-en-Saosnois
- Saint-Cosme-en-Vairais
- Saint-Longis
- Saint-Pierre-des-Ormes
- Saint-Rémy-des-Monts
- Saint-Rémy-du-Val
- Saint-Vincent-des-Prés
- Saosnes
- Vezot
- Villaines-la-Carelle

A seguito della riforma del 2014 il cantone si è ampliato comprendendo 46 comuni. La fusione di 6 (Chassé, La Fresnaye-sur-Chédouet, Lignières-la-Carelle, Montigny, Roullée, e Saint-Rigomer-des-Bois) di questi in un unico comune (Villeneuve-en-Perseigne) a partire dal 1º gennaio 2015 ha poi ridotto il solo numero dei comuni ai seguenti 40:
- Aillières-Beauvoir
- Arçonnay
- Les Aulneaux
- Avesnes-en-Saosnois
- Blèves
- Champfleur
- Chenay
- Le Chevain
- Commerveil
- Congé-sur-Orne
- Contilly
- Courgains
- Dangeul
- Dissé-sous-Ballon
- Louvigny
- Louzes
- Lucé-sous-Ballon
- Mamers
- Marollette
- Marolles-les-Braults
- Les Mées
- Meurcé
- Mézières-sur-Ponthouin
- Moncé-en-Saosnois
- Monhoudou
- Nauvay
- Neufchâtel-en-Saosnois
- Nouans
- Panon
- Peray
- Pizieux
- René
- Saint-Aignan
- Saint-Calez-en-Saosnois
- Saint-Cosme-en-Vairais
- Saint-Longis
- Saint-Paterne
- Saint-Pierre-des-Ormes
- Saint-Rémy-des-Monts
- Saint-Rémy-du-Val
- Saint-Vincent-des-Prés
- Saosnes
- Thoigné
- Vezot
- Villeneuve-en-Perseigne
- Villaines-la-Carelle